# Установка фракціонування Eunice
Установка фракціонування Eunice – підприємство нафтогазової промисловості в Луїзіані, створене у 2010-х роках компанією Crosstex (надалі EnLink).
З 1957 року біля містечка Eunice на південному заході штату діяв газопереробний завод Eunice, підключений до системи трубопроводів Cajun-Sibon. Остання постачала виділені з продукції родовищ зріджені вуглеводневі гази до підземних сховищ та на установки розділення ЗВГ-суміші (завод і сам мав певні потужності з фракціонування ЗВГ, проте вони були не надто значними).
В 2009 році компанія Crosstex викупила у попереднього власника як Cajun-Sibon, так і ГПЗ. ЇЇ метою було створення тут нової потужної установки фракціонування, сировину для якої мали постачати з техаського хабу Монт-Бельв’ю, куди внаслідок «сланцевої революції» надходили все більші об’єми вуглеводнів. В 2011-му ввели в експлуатацію законсервоване на той час обладнання з фракціонування потужністю 15 тисяч барелів на добу, а за два роки, з появою у складі Cajun-Sibon нової гілки, котра подає ЗВГ з  Монт-Бельв’ю, можливості площадки Eunice довели до 55 тисяч барелів на добу.
У 2016-му фракціонатор випустив біля 13,3 млн тонн товарних продуктів в т.ч. етану – 5,3 млн барелів, пропану – 4 млн, н-бутану – 1,2 млн, ізобутану – 0,9 млн, фракції пентан+ – 1,9 млн.
На площадці фракціонатору існують ємності для роздільного зберігання 56 тисяч барелів пропану, н-бутану, ізо-бутану та газового бензину.
Видача продукції може зокрема відбуватись:
- до потужного пропанопроводу Dixie Pipeline, котрий транспортує важливе для комунально-побутового сектору США паливо у напрямку атлантичного узбережжя;
- на баржах через термінал Мерментау (перевантажує бутан, ізобутан та газовий бензин), який знаходиться біля злиття витоків однойменної річки. З ним установку з’єднує трубопровід діаметром від 100 до 150 мм та довжиною 19 миль;
- до підземного сховища Anse La Butte, зв'язок з яким забезпечують дві послідовні ділянки зі складу Cajun-Sibon – довжиною 19 миль та діаметром 100 мм від Eunice до насосної станції Rayne та довжиною 21 миля з діаметром 150 мм від Rayne до Anse La Butte. Можливо відзначити, що сховище також має з’єднання з нещодавно згаданим пропанопроводом Dixie.